# Concours de décapitation de 100 personnes
Le concours de décapitation de 100 personnes (百人斬り競争, hyakunin-giri kyōsō) fut un décompte effectué en temps de guerre pour un concours opposant deux officiers de l'Armée impériale japonaise durant l'invasion japonaise de la Chine, au cours duquel ils auraient exécuté chacun 100 personnes avec leur sabre. Les deux officiers ont par la suite été exécutés pour crime de guerre. Depuis ce temps, l'historicité de l'événement a été grandement contestée, souvent par les historiens nationalistes ou révisionnistes japonais cherchant à invalider l'historiographie du massacre de Nankin.
La question est apparue la première fois dans une série d'articles datant de la guerre dans des journaux japonais, qui célébraient le meurtre « héroïque » de Chinois par deux officiers japonais, qui se sont engagés dans une compétition pour voir qui en tuerait le plus. Ces événements ressortent dans les années 1970 et déclenchent une vive controverse sur les crimes de guerre du Japon en Chine, en particulier lors du massacre de Nankin.
Le journal original décrit les meurtres comme des combats au corps à corps, mais des historiens suggèrent qu'ils faisaient plus partie des meurtres de masse de prisonniers sans défense,.

## Comptes rendus de temps de guerre
En 1937, l'Osaka Mainichi Shinbun et son confrère le Tokyo Nichi Nichi Shimbun font leur couverture sur un concours opposant deux officiers japonais, Toshiaki Mukai (向井 敏明, Mukai Toshiaki) et Tsuyoshi Noda (野田 毅, Noda Tsuyoshi), au cours duquel les deux hommes se livrent une rivalité féroce pour être le premier à tuer 100 personnes avec leur sabre. La compétition est supposée se dérouler sur la route de Nankin, juste avant le massacre de Nankin, et fera la couverture à quatre reprises entre le 30 novembre et le 13 décembre 1937, les deux derniers articles étant traduits dans le Japan Advertiser.
Les deux officiers auraient dépassé leur but à l'avant de la bataille, rendant impossible la désignation du vainqueur du concours. C'est pourquoi, selon les journalistes Asami Kazuo et Suzuki Jirō (Tokyo Nichi Nichi Shimbun du 13 décembre), ils ont décidé de commencer un nouveau concours avec comme but 150 mises à mort. Le Nichi Nichi titre dans son édition du 13 décembre « Incroyable record [dans le concours] pour décapiter 100 personnes — Mukai 106 – 105 Noda. Les deux lieutenants commencent une manche supplémentaire ».
D'autres soldats et historiens ont souligné l'invraisemblance des exploits présumés des lieutenants, entraînant la mort de l'ennemi après un féroce corps-à-corps. Noda lui-même, de retour au Japon, admit durant une intervention :

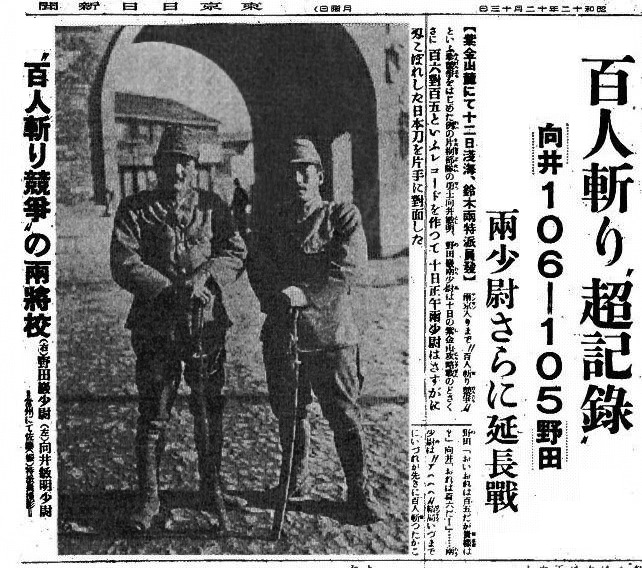
Article du 13 décembre 1937 dans le Tokyo Nichi Nichi Shimbun. Mukai (à gauche) et Noda (à droite).

« En fait, je n'ai pas tué plus de quatre ou cinq personnes en corps-à-corps... Nous faisions face à une tranchée d'ennemis que nous avions capturés et ensuite nous criions : 'Ni, lai-lai !' (Toi, viens !). Les soldats chinois étaient si stupides qu'ils se sont précipités vers nous un à un. Nous les avons ensuite alignés et décapités, les uns après les autres. On m'a loué pour avoir tué cent personnes, mais en fait, presque tous ont été tués de la sorte. Nous faisions tous les deux partie d'un concours et par la suite je me suis souvent demandé si c'était important, et j'ai dit que ce n'était pas important… »

## Procès et exécution
Après la guerre, un compte rendu écrit du concours est apporté aux documents du Tribunal militaire international pour l'Extrême-Orient. Peu de temps après, les deux soldats sont extradés vers la Chine, jugés par le Tribunal des crimes de guerre de Nankin en compagnie de Gunkichi Tanaka, capitaine de l'Armée japonaise, auteur du massacre de 300 civils. Les trois sont condamnés pour atrocités commises durant la bataille de Nankin et le massacre ultérieur. Le 28 janvier 1948, les trois soldats sont exécutés par arme à feu à Yuhuatai par le gouvernement chinois.

## Comptes rendus après-guerre
Au Japon, le concours est oublié de l'Histoire jusqu'en 1967, lorsque Tomio Hora, un professeur d'histoire à l'université Waseda, publie un document de 118 pages concernant les événements de Nankin. L'histoire est ignorée par la presse japonaise jusqu'en 1971, lorsque le journaliste japonais Katsuichi Honda attire l'attention du public par une série d'articles écrits pour Asahi Shinbun, qui se focalisent sur des interviews de survivants chinois de la Seconde Guerre mondiale.
Au Japon, les articles déclenchent un débat féroce sur le massacre de Nankin, dont la véracité de ce concours fait partie des points les plus discutés. Dans les années qui suivent, plusieurs auteurs prétendent que si le massacre de Nankin s'est produit, les points de vue sur le sujet sont tellement différents qu'il est possible de croire que le concours est une invention.
Dans un travail ultérieur, Katsuichi Honda place le compte rendu du concours dans le contexte de son effet sur les forces japonaises en Chine. Dans un cas, Honda note la description autobiographique du vétéran japonais Shintarō Uno de la sensation qu'il a ressentie consécutivement à la décapitation de neuf prisonniers. Ce dernier compare son expérience avec celle du concours des deux lieutenants. Bien qu'il ait cru à l'histoire des combats a corps-à-corps durant sa jeunesse, après sa propre expérience de la guerre, il en est arrivé à penser qu'il s'agissait plus probablement d'exécutions. Uno ajoute :

« Quoi que vous disiez, c'est idiot de discuter pour savoir si c'est arrivé de cette façon ou de cette façon quand la situation est claire. Il y avait des centaines et des milliers de [soldats comme Mukai et Noda], dont je faisais partie, durant ces cinquante ans de guerre entre le Japon et la Chine. En tout cas, ce n'était rien de plus qu'un événement banal au cours du désordre chinois. »

En 2000, Bob Wakabayashi écrit que « le concours de mises à mort lui-même est une invention », mais que la controverse qu'il a créé « a augmenté la connaissance du peuple japonais de ces atrocités et a attiré leur attention sur la position d'agresseur (..) malgré les efforts des révisionnistes conservateurs à prouver le contraire. » Joshua Fogel a déclaré qu'accepter le compte rendu du journal « comme vrai et exact exige un acte de foi qu'aucun historien sensé ne peut faire. »
Le mémorial du massacre de Nankin en Chine contient une allusion au concours. Un article du Japan Times suggère que son existence permet aux révisionnistes de « semer des graines de doutes » sur l'exactitude de tous les événements.
Un des sabres prétendument utilisé pour le concours est exposé au Musée des forces armées de la République de Chine, à Taipei (Taïwan).
Le concours apparaît dans le film John Rabe, le juste de Nankin (2009).

## Action en justice
En avril 2003, les familles de Toshiaki Mukai et Tsuyoshi Noda attaquent pour diffamation Katsuichi Honda, Kashiwa Shobō, l'Asahi Shinbun et le Mainichi Shinbun, demandant 36 000 000 yens (environ 300 000 euros) en dommages et intérêts. Le 23 août 2005, le juge Akio Doi de la cour de Tokyo rejette la poursuite sur les motifs que « le concours a existé et n'a pas été inventé par les médias,. » Le juge a déclaré que, bien que l'article d'origine contienne des « faux éléments », les officiers ont admis qu'ils avaient concouru pour tuer 100 personnes et qu'« il est difficile de dire qu'il s'agissait d'une fiction. »